# Порядок вещей
Порядок вещей — музыкальный альбом группы «Последние танки в Париже», который вышел в 2010 году.

## Об альбоме
Альбом был бесплатно выложен в интернет, на физическом носителе был выпущен ограниченным тиражом на аудиокассетах, приобрести которые можно было только на концертах или непосредственно у музыкантов. В процессе создания пластинки П.Т.В.П. вдохновлялись творчеством групп Joy Division, The Chameleons, The Mars Volta и Nirvana. Название песни «Пусть подыхают дети» – это парафраз строчки одного из стихотворений Некрасова. В 2011 году альбом был награждён премией Артемия Троицкого «Степной волк».

## Список композиций
1. Никогда не говори «Никогда» (5:10)
2. Пусть подыхают дети (3:55)
3. Порядок вещей (4:46)
4. Нет! (5:03)
5. Разбитая любовь (2:41)
6. Песни без правил (2:58)
7. Что такое счастье (4:13)
8. Новый интернационал (2:40)
9. Край ночи (3:18)
10. Хэппи энд (6:15)
11. Миражи (бонус-трек) (2:30)

Бонус-трек «Миражи» присутствует только на нескольких аудиокассетах, вышедших ограниченным тиражом.

## Участники записи
- Лёха Никонов — вокал
- Егор Недвига — бас
- Антон «Бендер» Докучаев — гитара
- Денис Кривцов — ударные/семплы
- Ясин Тропилло, Игорь Карнаушенко — запись